# Kornacziwka
Kornacziwka (ukr. Корначівка) – wieś na Ukrainie, w obwodzie chmielnickim, w rejonie kamienieckim. W 2001 roku liczyła 390 mieszkańców.